# Meinhard de Holstein
Meinhard de Holstein, Meinhard de Segeberg o simplement Sant Meinhard (Alemanya, aproximadament 1130/1140 - Riga, 14 d'agost o l'11 d'octubre 1196) va ser el primer bisbe de Livònia en Ikšķile. La seva vida va ser descrita a la Crònica d'Enric de Livònia i el seu cos descansa des de finals del segle xiv a la catedral luterana de Riga.

## Història
Meinhard era canonge al monestir agustí de Segeberg (Slesvig-Holstein, Alemanya). Probablement, va ser influït pel treball missioner realitzat per Vicelinus entre els eslaus. Meinhard va viatjar amb comerciants de Livònia, formant una missió catòlica per a convertir pagans semigalians, latgalians i livonians al cristianisme. Es va instal·lar a la població d'Ikšķile, a la riba dreta del riu Daugava, propera a Riga. Entre 1185 i 1186 va construir una església de pedra dedicada a la Mare de Déu. Després de patir un atac per part dels lituans, Meinhard va portar picapedrers de Gotland per construir una fortalesa i poder defensar-se de possibles atacs futurs. Aquests van ser els primers edificis de pedra coneguts entre les tribus bàltiques; en sobreviuen algunes restes de l'església. Un castell de pedra va ser construït a Salaspils, com a regal als pagans acabats de convertir al cristianisme. Però els habitants es van rebel·lar i van atacar Meinhard intentant expulsar-ho de Livònia.

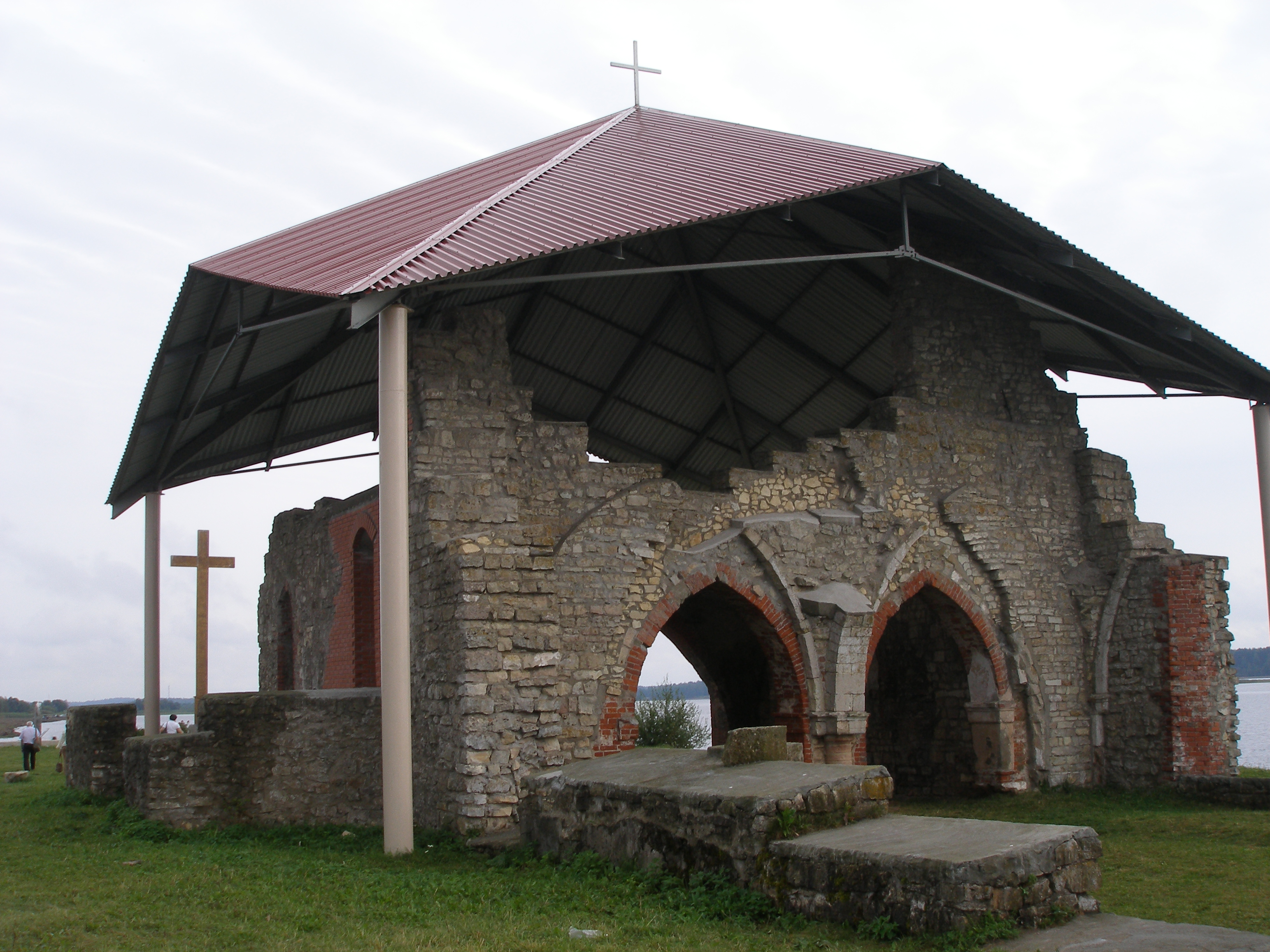
Vista actual de l'església a Ikšķile, Letònia.

Quan va retornar breument a Alemanya el 1186, Meinhard va ser consagrat com a bisbe d'Ikšķile per Hartwig d'Uthlede, arquebisbe de Bremen. El nou bisbat va ser confirmat pel papa Climent III al setembre 1188; el mateix papa, dos anys més tard, va permetre a qualsevol monjo unir-se a la missió de Meinhard. El proper nou papa Celestí III va mostrar encara més el seu suport entusiasta per a aquesta missió, en la seva carta d'abril de 1193 va autoritzar la contractació de missioners actius i que poguessin fer excepcions en les normes que regulaven els aliments i la roba dels monjos, així com la concessió d'indulgències als qui es van unir a la missió. Entre ells es trobava Theoderich von Treyden cistercenc de l'abadia de Loccum, qui va iniciar una missió a Turaida. Meinhard, inicialment, cristianitzava els pagans per mitjans pacífics, però davant la resistència i l'apostasia, va pensar en la possibilitat de fer una croada.
Meinhard va ser succeït per Berthold d'Hanover i Albert de Riga, qui va començar la Croada Livoniana i va establir l'orde militar dels Germans Livonians de l'Espasa a Riga.

## Culte
Les seves relíquies van ser traslladades el 1226 pel bisbe Albert de Riga a la Catedral de Riga, ara catedral luterana. Les seves restes també es troben a la catedral des del 1380/1390.

El Martirologi romà va fixar el dia de commemoració litúrgica l'11 d'octubre.
| «                    | A Riga a la mar Bàltica, la commemoració de St. Meinrad, bisbe, que, en un primer moment va ser monjo a Alemanya, ja carregat d'anys, es va dedicar a evangelitzar la població de Letònia; va construir l'església a Ikšķile i va ser ordenat bisbe, efectivament va posar els fonaments de la fe cristiana en aquesta regió. | » |
| — (Martirologi romà) | |   |

El papa Joan Pau II, el 8 de setembre de 1993, durant el viatge apostòlic a Lituània, Letònia i Estònia, va restaurar oficialment el culte al sant bisbe.